# Тар-Фаласион
Тар-Фаласион e крал на Нуменор и управлява великото кралство в продължение на 69 години. Тар-Фаласион приел името Ар-Сакалтор докато бил на престола, което е от езика Адунаик, роден за нуменорците, но носел и елфическото си име а именно Тар-Фаласион.
Той бил наследен от сина си Тар-Телемнар.